# Robert IV van Auvergne
Robert IV van Auvergne (circa 1130 - 1194) was van 1182 tot aan zijn dood graaf van Auvergne. Hij behoorde tot het huis Auvergne.

## Levensloop
Robert IV was de zoon van graaf Willem VIII van Auvergne en diens echtgenote Anna, dochter van graaf Willem II van Nevers. In 1182 volgde hij zijn vader op als graaf van Auvergne.
In 1183 vielen de Brabançons, een bende huurlingen die gebieden plunderden en verwoestten, Auvergne binnen. Robert IV vormde vervolgens samen met de belangrijkste edelen in Auvergne een leger dat deze bende versloeg.
In 1192 stichtte Robert de Cisterciënzersabdij van Bouschet-Vauluisant. Het was zijn bedoeling om van deze abdij de begraafplaats van het huis Auvergne te maken. Na zijn dood in 1194 werd hij er dan ook bijgezet.

## Huwelijk en nakomelingen
Robert huwde met Mathilde (1145-1201), dochter van hertog Odo II van Bourgondië. Ze kregen volgende kinderen:
- Willem IX (overleden in 1195), graaf van Auvergne
- Robert (overleden in 1234), aartsbisschop van Lyon
- Gwijde II (1165-1222), graaf van Auvergne
- Maria (1180-1215), huwde met Albert II de la Tour du Pin